# 이성헌
이성헌(李性憲, 1958년 5월 30일~)은 대한민국의 정치인으로, 제42대 서대문구청장(2022, 민선 8기)이다. 제16·18대 국회의원을 지냈다.

## 학력
- 성균관대학교 대학원 언론학 박사
- 연세대학교 행정대학원 행정학 석사
- 연세대학교 행정학 학사
- 명지고등학교 졸업
- 동국대학교 사범대학 부속중학교 졸업
- 서울청덕국민학교 졸업

## 경력
- 1983년 연세대학교 학도호국단장
- 1985년 민주화추진협의회 기획위원
- 1986년 중앙청년위원회 사무국장
- 1987년 통일민주당 김영삼 총재 비서
- 1987년 통일민주당 중앙상무위원
- 1987년 민주헌법쟁취 국민운동본부 통일민주당 간사
- 1990년 중앙청년위원회 사무처 처장
- 1991년 민주자유당 김영삼 대표최고위원실 부국장
- 1994년~1996년 김영삼 정부 대통령비서실 정무비서관
- 1996년~1997년 신한국당 서울특별시 지부 서대문구 갑 지구당위원장
- 1997년~2004년 한나라당 서울특별시 지부 서대문구 갑 지구당위원장
- 2000년 5월~2004년 5월: 제16대 국회의원(서울 서대문구 갑, 한나라당, 초선)
- 2000년 국회 미래산업연구회 회원
- 2000년 국회 공적자금조사 특별위원회 위원
- 2001년 한국장애인인권보호협회 고문
- 2001년 한나라당 국가혁신위원회 미래경쟁력분과위원회 위원
- 2001년 한나라당 기획위원회 위원
- 2001년 한국애견협회 부회장
- 2001년 제16대 국회 공적자금조사 특별위원회 위원
- 2002년 제16대 국회 정무위원회 간사
- 2002년 미래연대 공동대표
- 2002년 '선택2002년' 준비위원회 위원
- 2002년 제16대 국회 정무·예산 결산 특별위원회 위원
- 2002년 제16대 국회 실업대책 특별위원회 위원
- 2003년 국회연구단체 과학기술연구회 회장
- 2004년 한나라당 박근혜 대표최고위원 비서실 실장
- 2004년~2006년 한나라당 사무부총장
- 2004년~2012년 한나라당 서울특별시당 서대문구 갑 당원협의회 위원장
- 2006년 한나라당 서울특별시당 클린위원회 위원장
- 2006년~2007년 숭실대학교 겸임교수
- 2007년 한나라당 상임전국위원
- 2008년 4월 9일: 대한민국 제18대 국회의원 선거 당선(서울 서대문구 갑, 한나라당, 재선)
- 2008년 5월~2012년 5월 제18대 국회의원(서울 서대문구 갑, 한나라당→새누리당, 재선)
- 2012년 2월~2015년 12월 새누리당 서울특별시당 서대문구 갑 당원협의회 위원장
- 2013년 3월~2017년 6월 민족화해협력범국민협의회 상임집행위원장
- 2015년 2월~2020년 8월 민족화해협력범국민협의회 공동의장
- 2017년 1월~2017년 2월 새누리당 조직담당 사무부총장
- 2017년 2월~2017년 6월 자유한국당 조직담당 사무부총장
- 2017년 2월~2018년 9월 자유한국당 서울특별시당 서대문구 갑 당원협의회 위원장
- 2017년 2월~2020년 2월 자유한국당 전국원외위원장협의회 회장
- 2018년 12월~2020년 2월 자유한국당 서울특별시당 서대문구 갑 당원협의회 위원장
- 2020년 2월~2020년 9월 미래통합당 전국원외위원장협의회 회장
- 2020년 2월~2020년 9월 미래통합당 서울특별시당 서대문구 갑 당원협의회 위원장
- 2020년 9월~2022년 4월 국민의힘 서울특별시당 서대문구 갑 당원협의회 위원장
- 국민의힘 서울특별시당 반려동물복지위원장
- 2021년 3월~2021년 4월 : 2021년 재보궐선거 국민의힘 서울특별시장 보궐선거 선거대책위원회 조직본부장
- 2021년 3월~2023년 3월: 대한민국헌정회 시·도지회장(서울)
- 2021년 8월~2021년 9월 제20대 대통령 선거 최재형 대통령 경선예비후보 열린캠프 총괄본부 조직총괄본부장
- 2021년 8월 국민의힘 서울특별시당 전략정책위원장단
- 2021년 10월~2021년 11월: 제20대 대통령 선거 국민의힘 윤석열 대통령 경선후보 정치혁신특별위원회 위원장
- 2021년 12월~2022년 1월: 제20대 대통령 선거 국민의힘 살리는 선거대책위원회 중앙선대위 산하 위원회 동서화합미래위원회 위원
- 2022년 5월~2022년 6월: 제8회 전국동시지방선거 국민의힘 서울특별시 서대문구청장 후보
- 2022년 6월 1일: 제8회 전국동시지방선거 당선(민선 8기, 서울특별시 서대문구청장, 국민의힘, 초선)
- 2022년 7월~: 제42대 서울특별시 서대문구청장(민선 8기, 국민의힘, 초선)
- 2022년 7월~2023년 6월: 서울특별시구청장협의회장
- 2022년 9월~2023년 6월: 대한민국시장·군수·구청장협의회 지역공동회장
- 2023년 7월~: 서울특별시구청장협의회 고문

## 역대 선거 결과
|  | 39.31% |

|  | 47.01% |

|  | 43.81% |

|  | 51.64% |

|  | 45.63% |

|  | 40.27% |

|  | 41.64% |

|  | 53.31% |

## 소속 정당
| 소속 정당 | 소속 정당  | 소속 기간 | 비고           |
| --------- | ---------- | --------- | -------------- |
|           | 신한민주당 | 1985~1987 | 창당 정계 입문 |
|           | 무소속     | 1987      | 탈당           |
|           | 통일민주당 | 1987~1990 | 창당           |
|           | 민주자유당 | 1990~1994 | 합당           |
|           | 무소속     | 1994~1996 | 탈당           |
|           | 신한국당   | 1996~1997 | 복당           |
|           | 한나라당   | 1997~2012 | 합당           |
|           | 새누리당   | 2012~2017 | 당명 변경      |
|           | 자유한국당 | 2017~2020 | 당명 변경      |
|           | 미래통합당 | 2020      | 합당           |
|           | 국민의힘   | 2020~현재 | 당명 변경      |

## 같이 보기
- 서대문구 갑
- 서울 서대문구의 국회의원
- 서대문구청장